# カミロ・トーレス・レストレポ

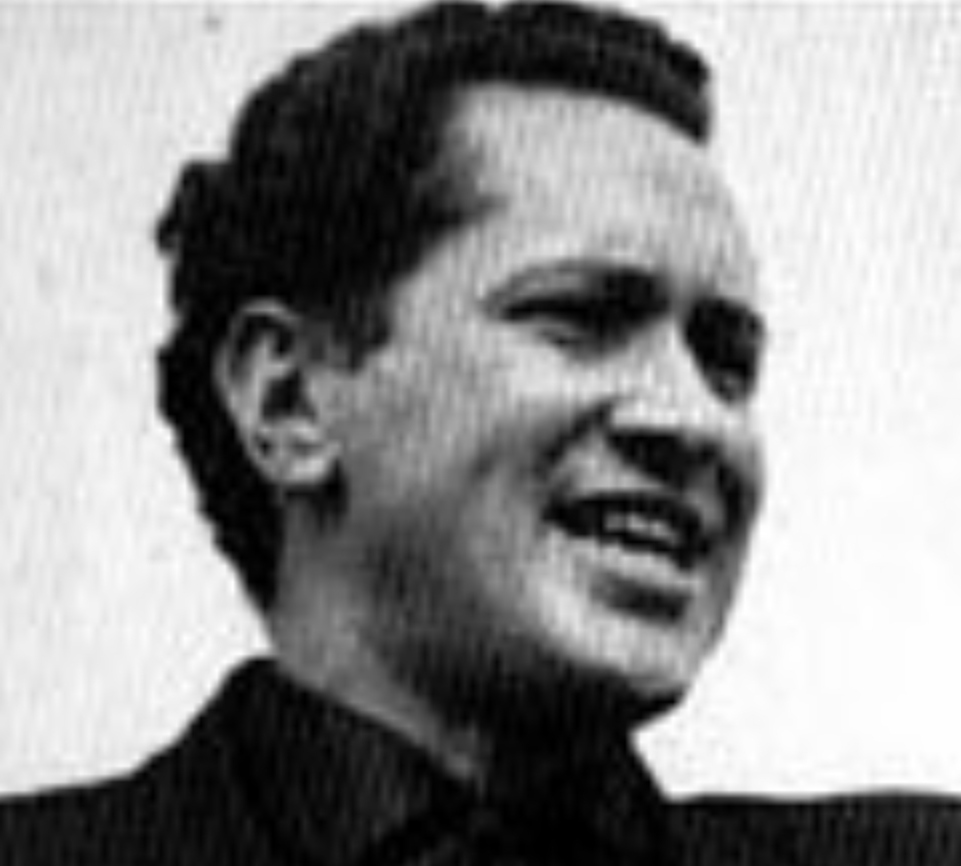
カミロ・トーレス。

カミロ・トーレス・レストレポ（P. Camilo Torres Restrepo, 1929年2月3日、ボゴタ - 1966年2月15日、サンタンデール県）はコロンビアのカトリック教会司祭、解放の神学の先駆者、ラテンアメリカで最初の社会学部の共同設立者でゲリラ組織民族解放軍のメンバー。彼はその一生を通して、マルキシズムとカトリシズムとを調和させようと試みた。

## 少年時代
1929年2月3日、コロンビアのボゴタでホルヘ・カミロ・トーレス・レストレポは生まれた。彼の両親、父で医者のカリスト・トーレス・ウマーニャと母イサベル・レストレポ・ガビリアはリベラルなブルジョア階級の裕福な家族の出身だったと思われる。彼は両親に連れられてヨーロッパへ行き、ほんの2年間過ごしてから1934年に帰国した。3年後の1937年、両親は離婚し、カミロと兄弟のフェルナンドは母の元に残った。 
彼はボゴタのロサリオの聖母学院（Colegio Mayor de Nuestra Señora del Rosario）を教員たちの間違った教育課程への非難が原因で退学させられ、1946年にリセオ・デ・セルバンテス（Liceo de Cervantes）で中等教育課程を修了した。
コロンビア国立大学法学部に入学するが、そこでは一学期学んだのみで、ボゴタのコンシリアール神学校（Seminario Conciliar）に転校した。そこでは7年間学び、それは彼が社会の現実に関心を持ち始めた時期だった。

## 司祭、学者、ゲリラとして
トーレスは1954年に司祭に叙階され、ベルギーのルーヴェン・カトリック大学での勉学を数年続けた。彼はコロンビアに戻ったとき、貧困の原因と労働者階級について積極的に支援しなければならないとよりいっそう感じた。カミロ・トーレスは社会正義を確立するためには、キリスト教徒には武装闘争に加わる義務があると信じた。
彼はコロンビア国立大学の学者の一員として、1960年、オルランド・ファルス・ボルダたちとともにラテンアメリカで最初の社会学部の設立者となった。学者時代のいくつかの学生運動と政治運動との関わりは、彼に特にコロンビア政府と教会自体からの多くの反対者だけでなく、大規模な支持者をももたらした。彼の急進的な政治思想を取り下げさせようとする増大する圧力から、トーレスは弾圧を受けていると感じ、学者としての仕事を辞め、コロンビアのゲリラに加わることで地下にもぐった。彼はマルクス主義キリスト教徒の視点からの霊的な援助とインスピレーションをも提供したELNの下級メンバーとして働いた。彼はELNがコロンビア軍を待ち伏せ攻撃した、彼の初めての戦闘で殺害された。トーレスはその死後、ELNの公式の殉教者とされた。
おそらくよりよく知られた彼の言葉は次のものである：「もしイエスが生きていたら、ゲリラになっていただろう」。
1970年、ドミニカ共和国で教会聖職者と大学生を含む革命組織がCORECATOの名の下に設立された。これはComando Revolucionario Camilo Torres（カミロ・トーレス革命部隊）を意味する。